# Новостав (Рівненський район)
Новоста́в (до 1940-х років — Юридико-Новостав) — село в Зорянській сільській громаді Рівненського району Рівненської області України. Населення становить 850 осіб.

## Географія
Село, розташоване за кілометр на північ від Клеваня при південному (частково північному) боці залізниці неподалік уже висушеної заплави Стубли з двох її боків.
Новостав має іменовані об’єкти: Дача (Дачі) «Санаторна дільниця», де в 1924 році міщанин Свіщук у викупленому лісі збудував перший відпочинковий дім; Бусли «заселене прирічків’я, де ніби колись перед відлетом збирались бусли і лелеки» та багато інших.

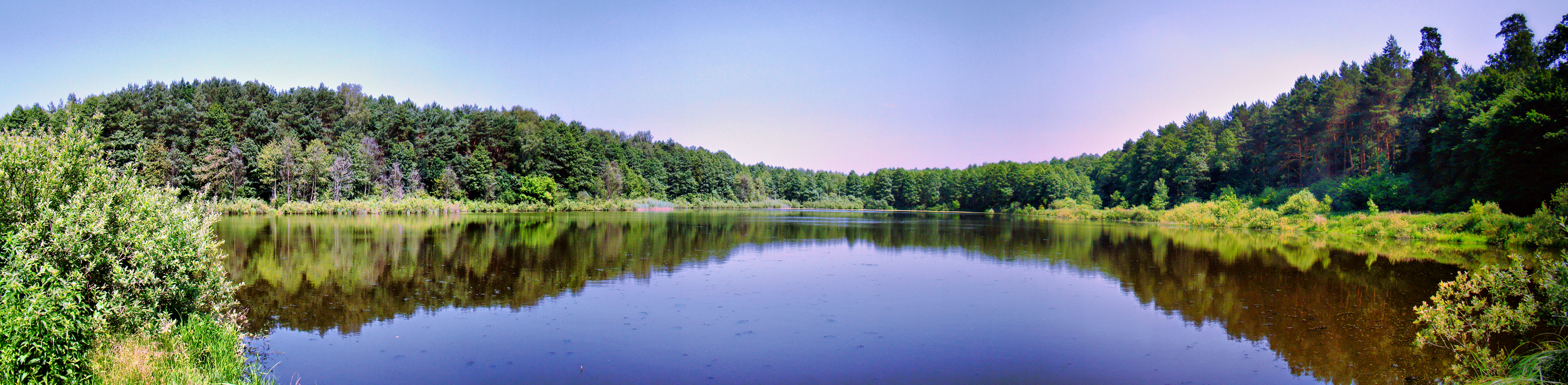
Озеро в селі

У селі є 2 магазини, Залізнична станція та Меморіал загиблим односельцям.Після першої світової війни на правому березі Стубли почали будувати дачі.Також на північнїй частині села є ставки які утворилися внаслідок затоплення торф'яних кар'єрів.

## Назва
Назва Новостав із двохкомпонентного Новий Став, що, в свою чергу, стало результатом розрізнення двох Ставів: давнішого і новішого. Первісний Став, що на лівобережжі Стубли прийняв ім’я урочища, де був став, і очевидно, десь в околиці колишнього водяного млина, тепер його нема, як і струмка Живця (Жилівця), що брав початок з джерельних вод.
За переказами, Новостав від вислову «нове ставити село», бо мовляв тут від татарського погрому околишні поселяни задумали створити нову оселю. Але дехто схильний бачити у назві поняття «населений пункт, створений при новому ставі на правобережжі Стубли».

## Герб
Щит підвищено ялиноподібно перетятий червоним і зеленим. У першій частині срібний розширений хрест. У другій частині срібна ромашка з лазуровою серцевиною.

## Історія
Уперше Новостав, але під назвою Новий Став, згадує грамота 1516 р., де сказано, що король Сигізмунд I надає Богушу маєтності на ім’я «Жуково» з присілками «Бєлєвом» і «Новым Ставом». Тоді, як свідчить народне мовлення, існував ще «Старый Став», розташований на лівому боці Стубли по дорозі на Олишву в околиці санаторію, Клеванської СШ. Це був, очевидно, найдавніший осередок Новостава, а тепер його дільниця.
У 1577 році «Новий Став» як маєтність Івана Чарторийського платив Клеванському замкові великі натуроповинності з пасіки, смолярні, зернового помолу, рибних ловів. Два роки опісля згадується «Новоставський мост», який до тла зруйнувала весняна повінь при виливі Стубелки.
За «люстрацією» 1579 р. «Новостав» утримував три «городні» Луцького замку. Акт 1588 року підтверджує належність «Нового Става» Юрію Чарторийському як призамкового поселення з пільговими повинностями.
Під кінець 1603 року в «Новом Ставе» споруджено на заграничному обладнанні підприємство для виготовлення «терпентини», дьогтю, смоли.
Під час визвольної війни, у 1652 році «Новоставецкое имение» зазнало цілковитого спустошення. Великої шкоди йому завдали нові каральні шляхетські загони. Тоді значна частина селян подалась до пінських боліт.
За даними 1779 року Новостав – «деревня», єпархіально приналежна до Клеваня, яка нарахувала  тоді 89 дворів, 789 мешканців. Дещо пізніше утворюється  «Юридико-Новостав» – північно-західна окраїна Клеваня в околиці костела.
За довідником 1947 року Юридико-Новостав, який мав сільську Раду, перейменовано на Новостав.

## Населення

### Мова
Розподіл населення за рідною мовою за даними перепису 2001 року:
| Мова       | Кількість | Відсоток |
| ---------- | --------- | -------- |
| українська | 768       | 98.59%   |
| російська  | 11        | 1.41%    |
| Усього     | 779       | 100%     |

## Сьогодення
Село Новостав нараховує 309 дворів, 850 мешканців. Інфраструктура села включає в себе сільську бібліотеку, загальноосвітню школу 1-2 ступенів, при школі діє музичний оркестр, медичний пункт, 2 магазини.

## Пам'ятки
- Новоставський заказник — лісовий заказник місцевого значення
- Новоставський дендропарк — парк-пам'ятка садово-паркового мистецтва